# Gerard Badía
Gerard Badía Cortés (Horta de San Juan, Tarragona, 18 de octubre de 1989), más conocido futbolísticamente como Badía, es un futbolista español que juega como centrocampista en el F. C. Ascó de la Tercera División RFEF.

## Trayectoria
Gerard se formó en la cantera del C. D. Tortosa. En la temporada 2007-08 formó parte de la primera plantilla de dicho club, en Primera Catalana. La temporada siguiente fichó por el C. F. Gavà, equipo de Segunda División B.
En 2009 fichó por el filial del Real Murcia. El 12 de octubre de 2009 sufrió una grave lesión en un partido contra el Real Jaén. Fue objeto de una entrada de un rival, cuando estaba a punto de rematar dentro del área. Una patada en plancha, que le provocó la rotura parcial del ligamento cruzado anterior, la del posterior y la del menisco de la rodilla izquierda, además de sufrir el desgarro del bíceps femoral y de toda la cápsula externa de la rodilla. Fue operado en Barcelona el 10 de febrero de 2010.
En agosto de 2010 firmó con el C. D. Guadalajara. Su fichaje fue una apuesta muy arriesgada ya que no estaba totalmente recuperado y tardó dos meses en volver a jugar. Esa misma temporada consiguió ascender con el equipo alcarreño a Segunda División.
Jugó durante dos temporadas en la categoría y en junio de 2013 el club decidió no presentarle propuesta de renovación. Ese mismo verano firmó por la S. D. Noja.
En julio de 2014 firmó un contrato con el Piast Gliwice de la Ekstraklasa polaca, don el que ganó la liga la temporada 2018-19. Jugó más de 200 partidos y llegó a ser capitán del equipo en los siete años que estuvo allí, regresando en julio de 2021 a casa para jugar en el F. C. Ascó.

## Clubes
| Club                  | País    | Años      |
| --------------------- | ------- | --------- |
| C. D. Tortosa         | España  | 2007-2008 |
| C. F. Gavà            | España  | 2008-2009 |
| Real Murcia C. F. "B" | España  | 2009-2010 |
| C. D. Guadalajara     | España  | 2010-2013 |
| S. D. Noja            | España  | 2013-2014 |
| Piast Gliwice         | Polonia | 2014-2021 |
| F. C. Ascó            | España  | 2021-     |

## Palmarés

### Títulos nacionales
| Título      | Club          | País    | Año  |
| ----------- | ------------- | ------- | ---- |
| Ekstraklasa | Piast Gliwice | Polonia | 2019 |